# Associació de Tècnics d'Informàtica
L'Associació de Tècnics d'Informàtica (ATI) és una associació espanyola que agrupa a professionals i estudiants del sector de les Tecnologies de la Informació i la Comunicació (TIC). L'associació té presència a tot Espanya a través dels capítols territorials existents en diverses Comunitats Autònomes. Fundada l'any 1967, és l'associació més veterana de la professió informàtica espanyola, amb seus a Barcelona (seu general) i Madrid.
Publica la revista Novática, degana de la premsa informàtica espanyola, així com REICIS (Revista Española de Innovación, Calidad e Ingeniería del Software). Entre els anys 2001 a 2011 va publicar també la revista digital en anglès UPGRADE: The European Journal for the Informatics Professional, per delegació del Council for European Professional Informatic Societies (CEPIS).
L'entitat és la representant espanyola a la Federació Internacional per al Processament d'Informació, i representa també als informàtics espanyols a CEPIS, organització de la qual és membre fundador i també compta amb un acord de col·laboració amb l'Association for Computing Machinery.